# 張延寿
張 延寿（ちょう えんじゅ、? - 紀元前51年）は、前漢の人。京兆尹杜陵県（現在の陝西省西安市雁塔区曲江街道三兆村の北西）の人。衛将軍の張安世の子。

## 略歴
元平元年（紀元前74年）、大司馬大将軍の霍光や車騎将軍・光禄勲の張安世らが宣帝を擁立した際、張安世の子の張延寿は兄弟の張千秋・張彭祖と共に中郎将・侍中に任命された。
地節2年（紀元前68年）に大司馬大将軍の霍光が死亡すると、御史大夫の魏相は張安世を後任の大将軍とし、張延寿を光禄勲とすべきことを宣帝に密かに進言した。張安世はそれを聞きつけると固辞したが、宣帝は翌年に張安世を大司馬車騎将軍とした。
張安世は自分が息子ともども高い地位に就いていることを心配し、子の張延寿を都の外の官に就けるよう求めた。そこで宣帝は張延寿を北地太守にしたが、一年余りで張安世が高齢であることを不憫に思い、張延寿を呼び戻して張延寿を左曹太僕とした。
元康4年（紀元前62年）、張安世が死亡し、張延寿が父の列侯（富平侯）の位を継いだ。富平侯国は陳留郡と魏郡に領地を持ち、多くの収入があったが、張延寿は功績や徳のない自分には父の大国は継げないと考え、何度も自分の領地を削減するよう上書した。宣帝は謙譲の心に感じ入り、平原郡に領国をまとめたので、戸数は元のままだが収入は半減した。
張延寿は神爵元年（紀元前61年）に病気を理由に太僕を辞めた。
甘露3年（紀元前51年）に死亡した。愛侯と諡された。富平侯は子の張勃が継いだ。